# Theodor Axenfeld
Karl Theodor Paul Polykarpus Axenfeld (* 24. Juni 1867 in Smyrna; † 29. Juli 1930 in Freiburg im Breisgau) war ein deutscher Ophthalmologe.

## Leben
Theodor Axenfeld wurde als Sohn des preußischen Konsulatspastors Julius Axenfeld in Smyrna (Kleinasien) geboren und wuchs in Bad Godesberg auf. Sein jüngerer Bruder Karl Theodor Georg Axenfeld (1869–1924) studierte Theologie und machte sich als Missionar in Afrika und nach 1913 in der protestantischen Mission in Deutschland einen Namen. Karl Theodor Paul Polykarpus Axenfeld hingegen studierte Medizin an der Rheinischen Friedrich-Wilhelms-Universität Bonn, der Philipps-Universität Marburg und der Friedrich-Wilhelms-Universität zu Berlin und wurde 1890 an der Universität Marburg promoviert. 1895 habilitierte er sich hier mit seiner 1894 verfassten klassischen Beschreibung der metastatischen Ophthalmie. Ein Jahr darauf wurde er Assistent von Wilhelm Uhthoff (1853–1927) in Breslau, 1897 Direktor der Universitäts-Augenklinik in Rostock und übernahm schließlich 1901 die Leitung der Universitäts-Augenklinik Freiburg.

### Wissenschaftliche Arbeit
Axenfeld publizierte über 200 Arbeiten zu allen Bereichen der Augenheilkunde, darunter viele Studien zum Grünen Star (Glaukom), zum Trachom und über Störungen der Netzhaut. Sein besonderes Interesse galt bakteriellen Infektionen des Auges. Das 1909 veröffentlichte Werk Lehrbuch und Atlas der Augenheilkunde (1909) fand weite Verbreitung. Im selben Jahr erschien der letzte Band des mit Wilhelm Kolle und August Paul von Wassermann herausgegebenen Handbuchs der pathogenen Microorganismen (Jena, 1903–1909). Nach dem Ersten Weltkrieg verfasste er mit Otto von Schjerning (1853–1921) ein Handbuch der ärztlichen Erfahrungen im Weltkriege 1914–1918 (Leipzig, 1921–1922). Zugleich betreute er seit 1899 als Mitherausgeber die Klinischen Monatsblätter für Augenheilkunde. Nach ihm benannt sind die „Axenfeld-Anomalie“, das „Axenfeld-Schürenberg-Syndrom“, das „Axenfeld-Rieger-Syndrom“, ein chronische Konjunktivis verursachendes Diplobakterium (Haemophilus lacunatus, „Morax-Axenfeld“) sowie die „Axenfeld-Schlinge“.
Im Gedenken an Axenfeld wird seit 1938 der vom Georg Thieme Verlag gesponserte Axenfeld-Preis alle zwei Jahre verliehen. Ausgezeichnet werden Arbeiten, die erstmals in der Zeitschrift Klinische Monatsblätter für Augenheilkunde veröffentlicht wurden und wesentliche Fortschritte auf dem Gebiet der Augenheilkunde erbrachten. Der Förderverein Freunde der Universitäts-Augenklinik Freiburg e. V. führte 2016 einen Wissenschaftspreis für hervorragende Arbeiten aus der Freiburger Universitäts-Augenklinik ein. Der Preis ist seit 2020 mit der Vergabe der Theodor-Axenfeld-Medaille verbunden.

### Auszeichnungen
1897 erhielt Axenfeld die Graefe-Medaille der Deutschen Ophthalmologischen Gesellschaft. 1925 war er ihr Präsident. 1929 ehrte ihn die American Ophthalmological Society mit der „Howe Medal“. Seit 1913 war er Ehrenmitglied der Burschenschaft Vandalia auf dem Loretto Freiburg.

### Japanreise

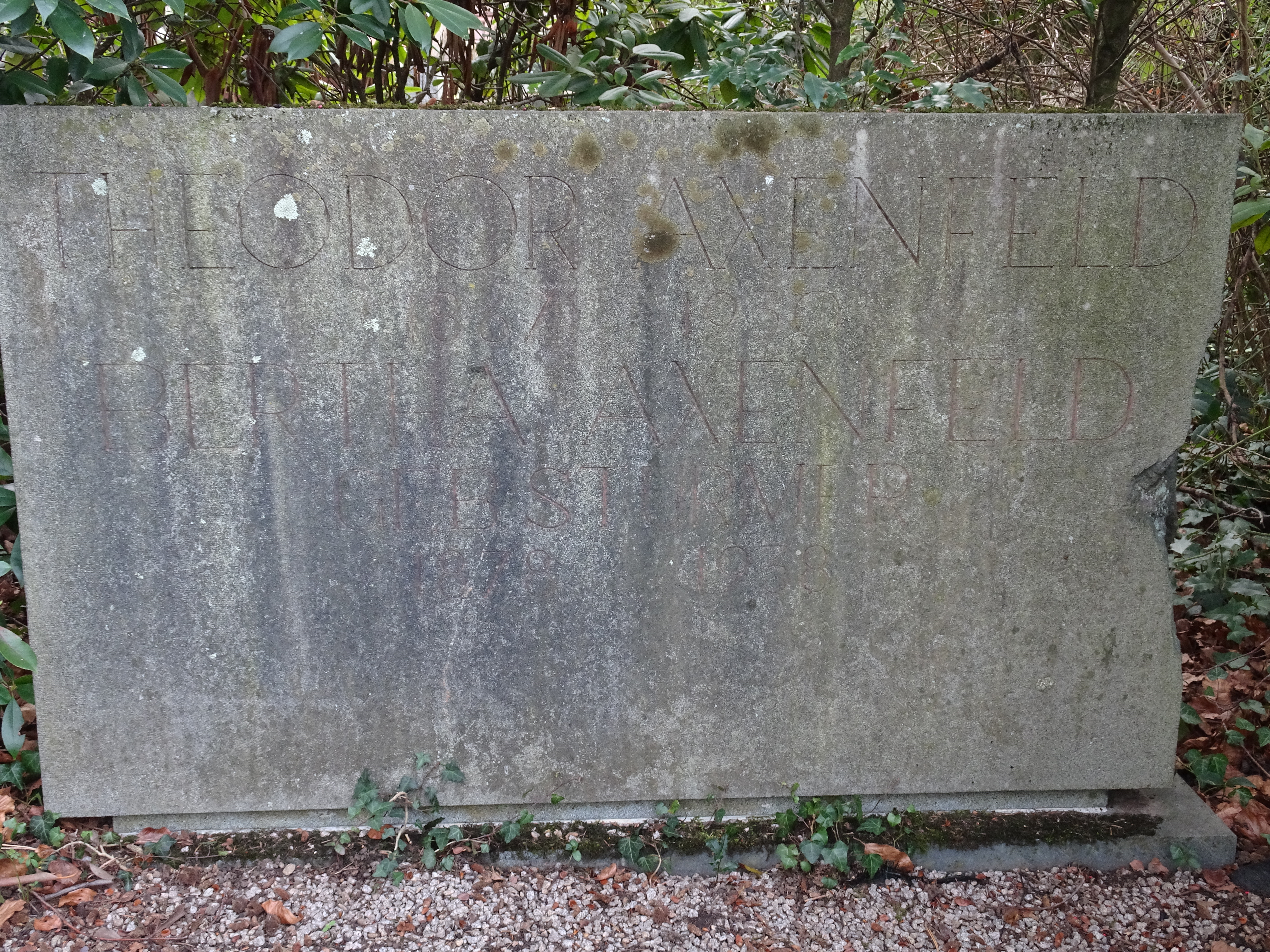
Grabstein Theodor und Bertha Axenfeld auf dem Freiburger Hauptfriedhof

Im Frühjahr 1930 unternahm er eine mehrmonatige Reise zum 8. Alljapanischen Medizinischen Kongress in Osaka. In Japan wurde er von vielen japanischen Schülern und Kollegen mit großer Begeisterung empfangen und besuchte neben touristischen Attraktionen eine Reihe von Kliniken und Universitäten. Kurz nach der Rückkehr in die Heimat verstarb er.

## Familie
Eine Tochter von Theodor Axenfeld war die Freiburger Konzertpianistin, Klavierpädagogin, Cembalistin und Organistin Edith Picht-Axenfeld.